# Ambulocetus
Ambulocetus  (dal Latino ambulare "camminare" + cetus "balena") è un genere di antichi cetacei anfibi (un ordine i cui membri moderni sono la balena, i delfini e i phocoenidae) del Primo Eocene (Luteziano) presso la Formazione di Kuldana in Pakistan circa 48 o 47 milioni di anni fa. Contiene un'unica specie, l'Ambulocetus natans (dal latino natans, "nuotatore").